# Суховское сельское поселение (Омская область)
Суховское се́льское поселе́ние — муниципальное образование в Горьковском районе Омской области Российской Федерации.
Административный центр — село Сухое.

## История
Статус и границы сельского поселения установлены Законом Омской области от 30 июля 2004 года № 548-ОЗ «О границах и статусе муниципальных образований Омской области».

## Население
| 2010  | 2011  | 2012  | 2013  | 2014  | 2015  | 2016  |
| ----- | ----- | ----- | ----- | ----- | ----- | ----- |
| 1871  | ↗1872 | ↗1873 | ↘1864 | ↘1853 | ↘1811 | ↘1788 |
| 2017  | 2018  | 2019  | 2020  | 2021  | 2023  |       |
| ↘1761 | ↘1755 | ↘1726 | ↘1697 | ↘1618 | ↘1601 |       |

## Состав сельского поселения
| № | Населённый пункт | Тип населённого пункта       | Население |
| - | ---------------- | ---------------------------- | --------- |
| 1 | Агафоновка       | деревня                      | ↘165      |
| 2 | Аксёновка        | деревня                      | ↘127      |
| 3 | Демьяновка       | деревня                      | ↘335      |
| 4 | Николаевка       | деревня                      | ↘34       |
| 5 | Сухое            | село, административный центр | ↘954      |
| 6 | Чернышеевка      | деревня                      | ↘3        |